# Monti di Mieming e del Wetterstein
I Monti di Mieming e del Wetterstein sono una sottosezione delle Alpi Calcaree Nordtirolesi. Si trovano in Austria (Tirolo) e Germania (Baviera). La vetta più alta è il Zugspitze che raggiunge i 2.962 m s.l.m..

## Classificazione

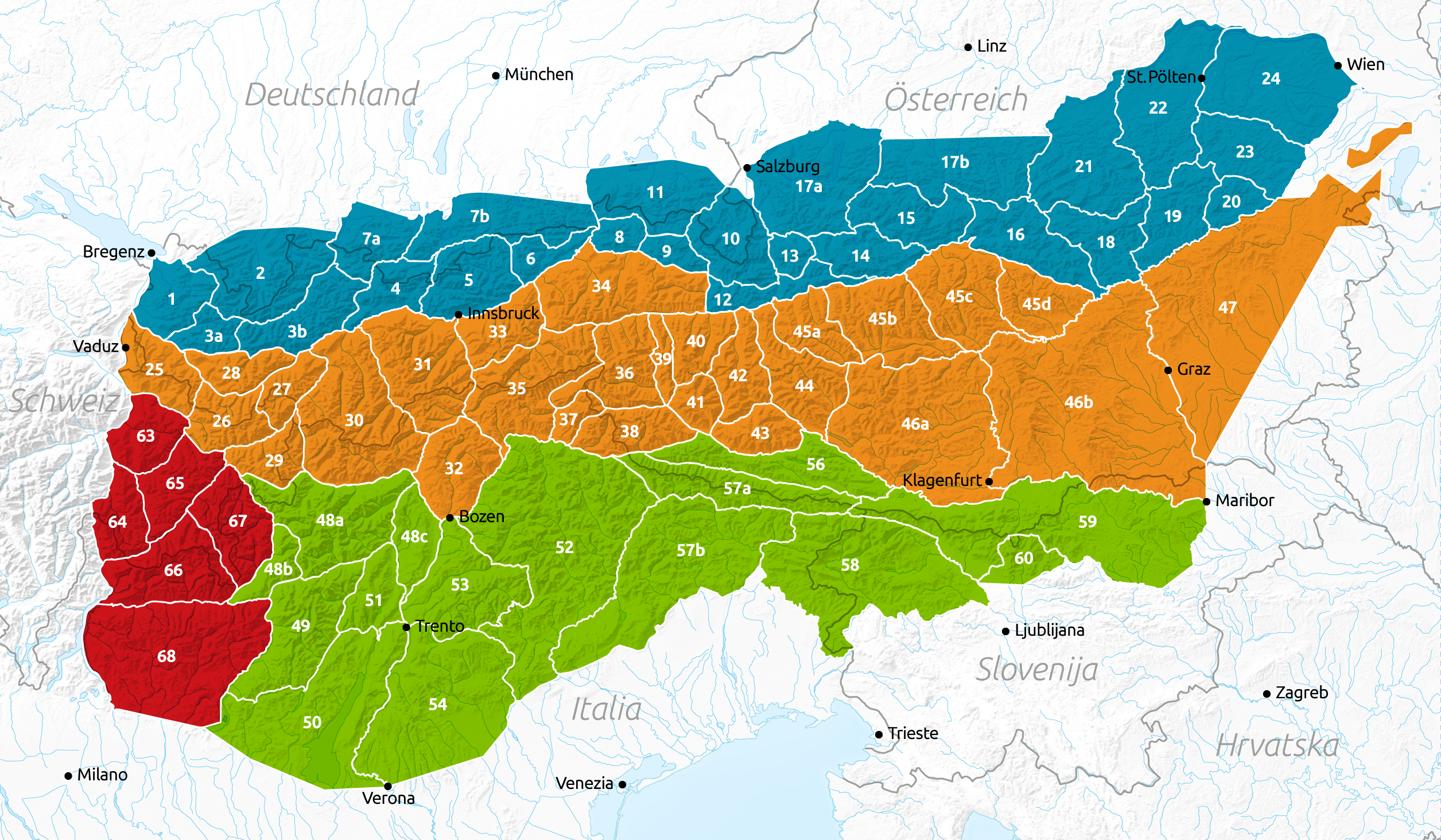
I Monti di Mieming e del Wetterstein secondo l'AVE sono individuati dal numero 4.

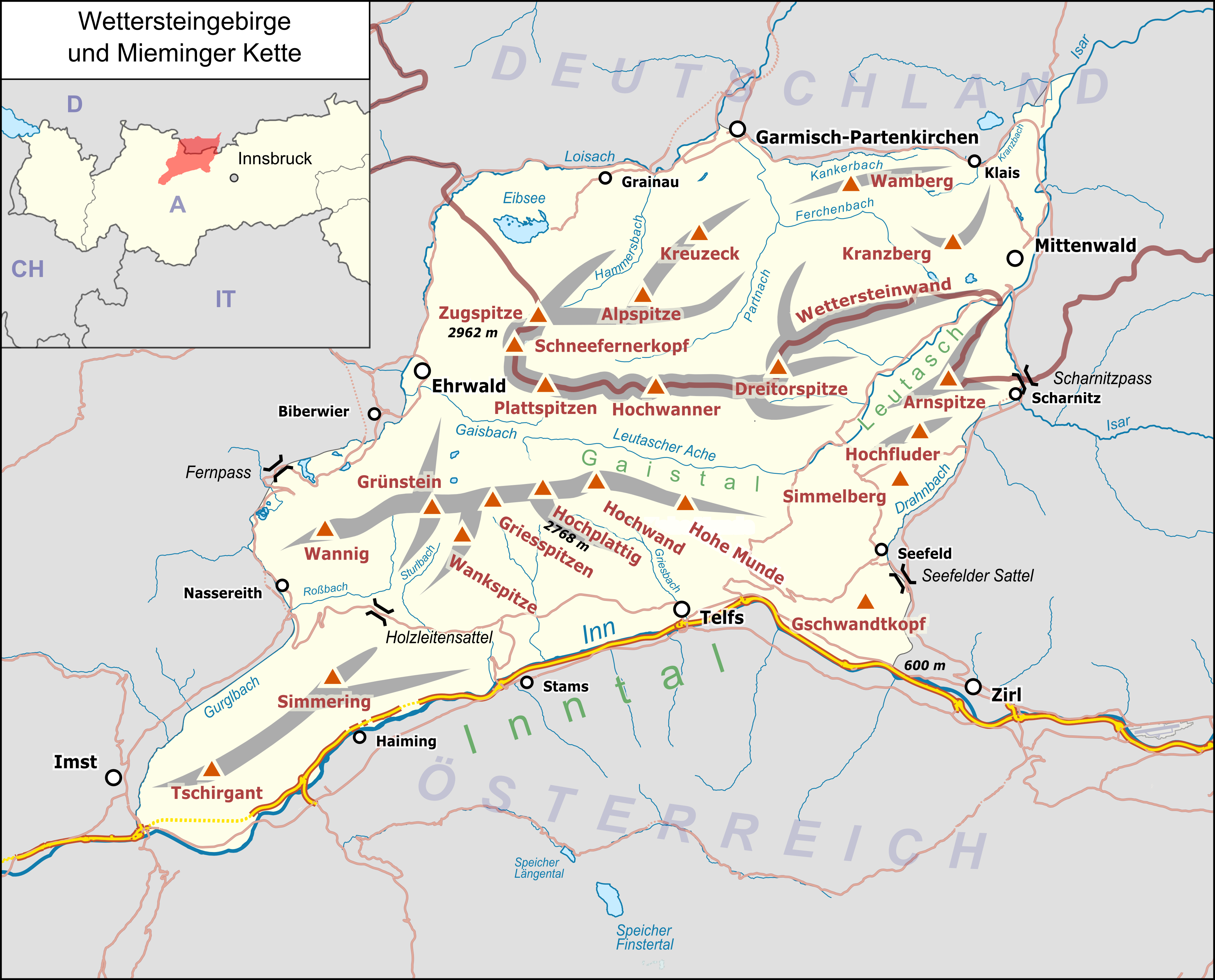
Cartina dettagliata del gruppo montuoso.

Secondo la SOIUSA i Monti di Mieming e del Wetterstein sono una sottosezione alpina con la seguente classificazione:
- Grande parte = Alpi Orientali
- Grande settore = Alpi Nord-orientali
- Sezione = Alpi Calcaree Nordtirolesi
- Sottosezione = Monti di Mieming e del Wetterstein
- Codice = II/B-21.III

Secondo l'AVE costituiscono il gruppo n. 4 di 75 nelle Alpi Orientali.

## Geografia
Confinano:
- a nord con le Alpi del Wallgau (nelle Alpi Bavaresi),
- ad est con i Monti del Karwendel (nella stessa sezione alpina),
- a sud con le Alpi dello Stubai e le Alpi Venoste (nelle Alpi Retiche orientali) e separate dal corso del fiume Inn,
- ad ovest con le Alpi della Lechtal (nella stessa sezione alpina) e separate dal passo di Fern,
- a nord-ovest con le Alpi dell'Ammergau (nelle Alpi Bavaresi) e separate dal corso del fiume Loisach.

## Suddivisione
Si suddividono in due supergruppi, cinque gruppi e tredici sottogruppi:
- Monti di Mieming (A)
  - Catena del Mieming (A.1)
    - Costiera Grünstein-Marienbergspitze (A.1.a)
    - Costiera Grießspitze-Hochplattig (A.1.b)

  - Massiccio Tschirgant-Simmering (A.2)
  - Seefelder Berge (A.3)
    - Costiera Hochmoos-Simmlberg (A.3.a)
    - Harnstock (A.3.b)
- Monti del Wetterstein (B)
  - Catena dello Zugspitze (B.4)
    - Massiccio dello Zugspitze (B.4.a)
    - Massiccio del Riffelwand (B.4.b)
    - Massiccio del Waxenstein (B.4.c)
    - Massiccio del Blassen (B.4.d)

  - Catena del Wetterstein (B.5)
    - Massiccio dell'HochWanner (B.5.a)
    - Massiccio del Dreitorspitze (B.5.b)
    - Massiccio del Wettersteinwand (B.5.c)
    - Massiccio del Wamberg (B.5.d)

## Vette principali
| Nel Gruppo del Wetterstein: - Zugspitze, 2962 m - Schneefernerkopf, 2875 m - Zugspitzeck, 2820 m - Wetterspitze, 2750 m - Hochwanner, 2746 m - Höllentalspitze, 2745 m - Hochblassen, 2706 m - Dreitorspitze, 2682 m - Alpspitze, 2629 m - Schüsselkarspitze, 2538 m - Oberreintalschrofen, 2522 m - Öfelekopf, 2479 m - Musterstein, 2478 m - Waxenstein, 2277 m - Arnspitze, 2196 m - Osterfelderkopf, 2050 m - Schachen, 1866 m - Hoher Kranzberg, 1391 m - Eckbauer, 1239 m | Nel Gruppo del Mieming: - Hochplattig, 2768 m - Griessspitze, 2751 m - Hochwand, 2721 m - Mitterspitze, 2705 m - Grünstein, 2666 m - Hohe Munde, 2659 m - Wannig, 2493 m - Tajakopf, 2452 m - Ehrwalder Sonnenspitze, 2417 m - Tschirgant, 2370 m - Simmering, 2096 m |